# L'Histoire de Souleymane
Pour plus de détails, voir Fiche technique et Distribution.
L'Histoire de Souleymane est un film français réalisé par Boris Lojkine et sorti en 2024, primé à de multiples reprises au Festival de Cannes 2024 et aux César 2025. Le rôle principal est tenu par un acteur non professionnel, Abou Sangaré, dont la vie a partiellement inspiré le scénario.

## Synopsis
Le film décrit 48 heures de la vie de Souleymane, un jeune Guinéen travaillant comme livreur à vélo en sous-louant le compte d'un vrai livreur, et qui se prépare à être auditionné par l'OFPRA dans le cadre de sa demande d'asile à Paris. Celui-ci vit fortement contraint par trois exigences : gagner de quoi manger, s’assurer un toit pour dormir et préparer son entretien de demande d’asile.
Finalement, il achète un récit factice selon lequel il serait un opposant politique membre de l'UFDG, mais devant l'officière de l'OFPRA, il en vient à révéler sa véritable histoire et sa migration pour des raisons économiques, pour lui permettre d'améliorer la situation de sa mère malade.

## Fiche technique
Sauf indication contraire, les informations mentionnées dans cette section peuvent être confirmées par la base de données cinématographiques Unifrance,  présente dans la section « Liens externes ».
- Titre original : L'Histoire de Souleymane
- Réalisation : Boris Lojkine
- Scénario : Delphine Agut et Boris Lojkine
- Décors : Géraldine Stivet
- Costumes : Marine Peyraud
- Photographie : Tristan Galand
- Son : Pierre Bariaud, Marc-Olivier Brullé et Charlotte Butrak
- Montage : Xavier Sirven
- Production : Bruno Nahon
  - Production associée : Thomas Morvan
- Société de production : Unité, en association avec 3 SOFICA
- Sociétés de distribution : Pyramide Distribution (France) ; K-Films Amérique (Québec)
- Pays de production :  France
- Langues originales : français, peul et maninkakan de l'Est
- Format : couleur – 1,50:1 – son 5.1
- Genre : drame
- Durée : 93 minutes
- Dates de sortie :
  - France : 19 mai 2024 (Festival de Cannes) ; 9 octobre 2024 (sortie nationale)

## Distribution
- Abou Sangaré : Souleymane
- Nina Meurisse : l'officière de l'OFPRA
- Alpha Oumar Sow : Barry
- Emmanuel Yovanie : Emmanuel
- Younoussa Diallo : Khalil
- Ghislain Mahan : Ghislain
- Mamadou Barry : Mamadou
- Yaya Diallo : Yaya
- Keita Diallo : Kadiatou
- Boris Lojkine : le restaurateur
- Léonie Lojkine : La cliente

## Accueil
Le film est un succès critique autant que public (cumulant près de 600 000 entrées en France pour un budget modeste de 1,3 million d’euros).

## Acteur principal
Le scénario s'inspire de la vie du principal interprète Abou Sangaré à Paris, où il a émigré, lui-même confronté à trois refus de régularisation de sa situation en France et une obligation de quitter le territoire. Toutefois, « en raison du parcours d'intégration de l'intéressé », le préfet sollicite au mois d'août 2024 un réexamen de sa situation, et il obtient un premier titre de séjour valable un an.

## Distinctions
Le film est présenté en avant-première mondiale dans la section « Un certain regard » du Festival de Cannes 2024, où il reçoit trois prix : ceux du jury, du meilleur acteur,[réf. à confirmer] et FIPRESCI. Le film reçoit 2 prix aux European Film Awards, dont celui du meilleur acteur, et 4 Césars sur ses 8 nominations aux César 2025.

### Récompenses
- Festival de Cannes 2024 :
  - Prix du Jury de la section « Un certain regard »
  - Prix d'interprétation masculine pour Abou Sangaré[11].
  - Prix FIPRESCI
- Festival de l'écrit à l'écran 2024 : prix du jury jeune[12]
- Prix du cinéma européen 2024 : meilleur acteur
- César 2025 : 
  - Meilleure révélation masculine pour Abou Sangaré
  - Meilleur scénario original pour Boris Lojkine et Delphine Agut
  - Meilleure actrice dans un second rôle pour Nina Meurisse
  - Meilleur montage pour Xavier Sirven

### Nominations
- César 2025 :
  - Meilleur film
  - Meilleure réalisation pour Boris Lojkine
  - Meilleur son pour Marc-Olivier Brullé, Pierre Bariaud, Charlotte Butrak et Samuel Aichoun
  - Meilleure photographie pour Tristan Galand